# Tellinides adenensis
Tellinides adenensis is een tweekleppigensoort uit de familie van de Tellinidae. De wetenschappelijke naam van de soort is voor het eerst geldig gepubliceerd in 1891 door Smith.